# Samuel Dusengiyumva
 (mai 2025).
Motif : Sources attestant de la notoriété ?  Hors critères Notoriété des personnalités politiques.
- Archive Wikiwix
- Bing
- Cairn
- DuckDuckGo
- E. Universalis
- Gallica
- Google
- G. Books
- G. News
- G. Scholar
- Persée
- Qwant
- (zh) Baidu
- (ru) Yandex
- (wd) trouver des œuvres sur Wikidata

| 1. | Préciser le motif de la pose du bandeau. | Précisez le motif de la pose du bandeau en utilisant la syntaxe suivante : {{admissibilité à vérifier\|date=juillet 2025\|motif=remplacez ce texte par le motif}}                        |
| 2. | Informer les utilisateurs concernés.     | Pensez à avertir le créateur de l'article, par exemple, en insérant le code ci-dessous sur sa page de discussion : {{subst:avertissement admissibilité à vérifier\|Samuel Dusengiyumva}} |

Samuel Dusengiyumva est maire de Kigali City à partir du 15 décembre 2023. Il a été nommé maire de la ville de Kigali, en remplacement de M. Pudence Rubingisa qui a été nommé à la tête de la province de l'Est.
En poste depuis neuf mois, Dusengiyumva a prêté serment en tant que membre du conseil municipal de Kigali le 22 août 2024. Il a déclaré que, durant son prochain mandat de cinq ans, la priorité sera donnée à la résolution des problèmes d’infrastructures, notamment les routes et l’accès à l’eau à Gasabo et dans d’autres secteurs.

## Naissance et famille
Dusengiyumva Samuel est originaire de l’ancienne commune de Ntongwe, aujourd’hui district de Ruhango. Il a survécu au génocide perpétré contre les Tutsi en 1994 à l’âge de 13 ans.
Son père était pasteur et sa mère médecin qui dirigeait un centre de santé. Après avoir survécu au génocide de 1994 contre les Tutsis, Dusengiyumva a poursuivi ses études et a obtenu son diplôme universitaire en 2005. Parce qu’il sentait qu'il voulait fonder une famille pour que le nom de son père ne soit pas perpétué, il a immédiatement fondé une famille en 2008. Il a maintenant quatre enfants,